# Lhotice (Lišov)
Lhotice (německy Lhotitz) jsou vesnice, část města Lišov v okrese České Budějovice v Jihočeském kraji. Nachází se asi sedm kilometrů na severozápad od Lišova. Prochází zde silnice II/146. Lhotice leží v katastrálním území Lhotice u Českých Budějovic o rozloze 5,12 km².

## Historie
První písemná zmínka o vesnici pochází z roku 1378. Patřívala ke hlubockému panství.
Vesnice církevně patří k hosínské farnosti.
Poblíž Lhotic se těžil od 19. století antracit. Od roku 1932 byl východně od vesnice budován důl Etna, který dosáhl hloubky 200 m a jehož součástí byla úpravna. Maximální těžba v něm nastala za druhé světové války, kdy činila až 15 tisíc tun ročně. S těžbou se přestalo v roce 1949 kvůli nerentabilitě. V současnosti se na místě nachází halda, zbytky úpravny a budovy dolu.
V roce 1922 byl založen hasičský sbor, v roce 1956 jednotné zemědělské družstvo.

## Obyvatelstvo
| Rok            | 1869 | 1880 | 1890 | 1900 | 1910 | 1921 | 1930 | 1950 | 1961 | 1970 | 1980 | 1991 | 2001 | 2011 | 2021 |
| -------------- | ---- | ---- | ---- | ---- | ---- | ---- | ---- | ---- | ---- | ---- | ---- | ---- | ---- | ---- | ---- |
| Počet obyvatel | 206  | 256  | 222  | 200  | 205  | 209  | 212  | 165  | 177  | 128  | 124  | 104  | 93   | 107  | 129  |
| Počet domů     | 33   | 38   | 41   | 37   | 36   | 36   | 41   | 46   | 46   | 37   | 37   | 45   | 44   | 52   | 56   |

## Obecní správa
Od roku 1850 Lhotice administrativně patřily k Velechvínu, v letech 1919–1960 byly samostatnou obcí a v letech 1943–1945 k nim byl připojen Červený Újezdec. Od 12. června 1960 do 30. června 1980 pak patřily pod Kolný a spolu s ním byly 1. července 1980 připojeny k Lišovu.

## Pamětihodnosti
- kaple Andělů strážných z roku 1911
- lidová architektura
- důlní objekty
- pomník padlým během první světové války